# Zay Jones
Isaiah Avery „Zay“ Jones (geboren am 30. März 1995 in Dallas, Texas) ist ein US-amerikanischer American-Football-Spieler auf der Position des Wide Receivers. Er spielte College Football für die East Carolina University und steht in der National Football League (NFL) zurzeit bei den Arizona Cardinals unter Vertrag. Zuvor spielte Jones bereits für die Buffalo Bills, die Oakland / Las Vegas Raiders und die Jacksonville Jaguars.

## College
Jones wurde in Dallas, Texas, geboren und besuchte die Stephen F. Austin High School in Austin. Ab 2013 ging er auf die East Carolina University, um College Football für die East Carolina Pirates zu spielen. Er spielte bereits als Freshman acht von 13 Spielen als Starter. Am 19. November 2016 brach er im Spiel gegen die Navy Midshipmen den von seinem ehemaligen Teamkollegen Justin Hardy aufgestellten Rekord für die meisten gefangenen Pässe in der gesamten College-Karriere (zuvor 387). In der folgenden Partie gegen die Temple Owls stellte er auch einen neuen Rekord für die meisten gefangenen Pässe in einer Saison auf (zuvor 151 von Freddie Barnes, Bowling Green Falcons, Saison 2009). Insgesamt verzeichnete Jones in der Saison 2016 158 gefangene Pässe für 1746 Yards und acht Touchdowns. Er war einer der Finalisten bei der Wahl zum Fred Biletnikoff Award und wurde in das All-Star-Team der American Athletic Conference (AAC) gewählt. Jones beendete seine College-Karriere mit 399 Catches für 4279 Yards Raumgewinn und 23 Touchdowns in 49 Spielen.

## NFL
Jones wurde im NFL Draft 2017 in der zweiten Runde an 37. Stelle von den Buffalo Bills ausgewählt. Als Rookie hatte er mit zahlreichen fallengelassenen Bällen zu kämpfen und fing 27 Pässe für 316 Yards und zwei Touchdowns. Vor seiner zweiten NFL-Saison musste Jones sich Operationen am Knie und an der Schulter unterziehen, weshalb er auch die erste Woche der Saisonvorbereitung verpasste. In der Saison 2018 führte er sein Team mit 56 Catches für 652 Yards und sieben Touchdowns an und war dabei vor allem zum Saisonende hin erfolgreich.
Infolge der Neuverpflichtungen von Cole Beasley und John Brown ging Jones’ Rolle in der Saison 2019 deutlich zurück und er fing in den ersten fünf Spielen lediglich sieben Pässe für 69 Yards. Daraufhin gaben sie ihn im Austausch gegen einen Fünftrundenpick 2021 an die Oakland Raiders ab. Bei den Raiders bestritt er sieben von zehn Spielen als Starter und fing 20 Pässe für 147 Yards Raumgewinn. In der Saison 2020, ab der die Raiders in Las Vegas spielten, spielte er bei 27 % aller offensiven Snaps und fing 14 Pässe für 154 Yards und einen Touchdown. Im März 2021 unterschrieb er für ein weiteres Jahr bei den Raiders. Infolge der Entlassung von Henry Ruggs III während der Saison 2021 nahm Jones eine deutlich größere Rolle in der Offense der Raiders ein und fing 47 Pässe für 546 Yards und einen Touchdown.
Im März 2022 unterschrieb Jones einen Dreijahresvertrag im Wert von 24 Millionen US-Dollar, davon 14 Millionen garantiert, bei den Jacksonville Jaguars. In der Saison 2022 gelang ihm mit 823 Yards Raumgewinn sein erfolgreichstes Jahr in der NFL, in der Saison 2023 verpasste er verletzungsbedingt acht Spiele und fing nur 34 Pässe für 321 Yards. Nach dem NFL Draft 2024, in dem die Jaguars Wide Receiver Brian Thomas Jr. in der ersten Runde ausgewählt hatten, wurde Jones am 30. April 2024 von den Jaguars entlassen.
Am 13. Mai 2024 einigte Jones sich mit den Arizona Cardinals auf einen Einjahresvertrag. Wegen Verstöße gegen die personal conduct policy der NFL wurde er für die ersten fünf Spiele der Saison 2024 gesperrt. In elf Spielen für Arizona fing er acht Pässe für 84 Yards. Im März 2025 unterschrieb er einen neuen Einjahresvertrag über bis zu 4,4 Millionen US-Dollar in Arizona.

### NFL-Statistiken
| 2017                               | Buffalo Bills        | 15  | 10 | 27  | 316  | 11,7 | 33 | 2  | 0 | 0 |
| 2018                               | Buffalo Bills        | 16  | 15 | 56  | 652  | 11,6 | 57 | 7  | 1 | 0 |
| 2019                               | Buffalo Bills        | 5   | 2  | 7   | 69   | 9,9  | 23 | 0  | 0 | 0 |
| 2019                               | Oakland Raiders      | 10  | 7  | 20  | 147  | 7,4  | 16 | 0  | 0 | 0 |
| 2020                               | Las Vegas Raiders    | 16  | 2  | 14  | 154  | 11,0 | 37 | 1  | 0 | 0 |
| 2021                               | Las Vegas Raiders    | 17  | 9  | 47  | 546  | 11,6 | 43 | 1  | 1 | 0 |
| 2022                               | Jacksonville Jaguars | 16  | 15 | 82  | 823  | 10,0 | 59 | 5  | 0 | 0 |
| 2023                               | Jacksonville Jaguars | 9   | 7  | 34  | 321  | 9,4  | 36 | 2  | 0 | 0 |
| 2024                               | Arizona Cardinals    | 11  | 2  | 8   | 84   | 10,5 | 25 | 2  | 0 | 0 |
| Total                              | Total                | 115 | 69 | 295 | 3112 | 10,5 | 59 | 18 | 0 | 0 |
| Quelle: pro-football-reference.com |                      |     |    |     |      |      |    |    |   |   |

## Persönliches
Jones’ Vater Robert Jones spielte zehn Jahre lang als Linebacker in der NFL und gewann mit den Dallas Cowboys dreimal den Super Bowl. Sein Onkel Jeff Blake war als Quarterback mit 100 Spielen als Starter zwischen 1994 und 2003 ebenfalls in der NFL aktiv. Beide waren am College ebenfalls für die East Carolina Pirates aktiv. Zudem spielten zwei Brüder von Jones College Football. Sein älterer Bruder Cayleb spielte als Wide Receiver und stand bei den Philadelphia Eagles und den Minnesota Vikings unter Vertrag, ohne zu einem Einsatz in der NFL zu kommen. Sein jüngerer Bruder Vi Jones kam als Linebacker in der NFL zum Einsatz und stand ab 2024 zusammen mit Zay bei den Arizona Cardinals unter Vertrag.